# La zingara
 La zingara („Die Zigeunerin“) ist eine Opera semiseria, oder genauer ein dramma giococo (im Original: dramma per musica) in zwei Akten von Gaetano Donizetti. Die Uraufführung fand am 12. Mai 1822 im Teatro Nuovo in Neapel statt. Giacinta Canonici sang die Titelrolle, Carlo Casaccia den Papaccione.

## Libretto

Die ersten Seiten des Librettos

Das Libretto von Andrea Leone Tottola basiert auf dem Melodrama La petite bohémienne von Louis-Charles Caigniez, das 1816 in Paris erstmals aufgeführt wurde. Dieses wiederum beruht auf dem Schauspiel Die kleine Zigeunerin von August von Kotzebue aus dem Jahr 1810.
Als Quelle wird mitunter auch das musikalische Intermezzo La zingara von Rinaldo di Capua  angegeben, das 1753 in Paris uraufgeführt wurde. Woher dessen Libretto stammt, ist nicht bekannt.

## Handlung
Der Bösewicht, Fürst Don Ranuccio, hat den edlen Don Sebastiano Alvarez in seinem Schloss eingesperrt, er möchte dadurch dessen Neffen Antonio Alvarez behilflich sein. Dieser könnte dann seinen Onkel Sebastiano für tot erklären lassen und ihn beerben, ohne ihn ermorden zu müssen. Als Gegenleistung verlangt Ranuccio, dass Antonio seinen politischen Rivalen umbringt, den Herzog von Alziras; dieser hat ihm bisher einen ehrenvollen Posten verweigert. Ranuccios Tochter Ines ist in den jungen Fernando verliebt, aber ihr Vater möchte, dass sie Antonio heiratet, Don Sebastianos Neffen. 
Das Zigeunermädchen Argilla hat alle Pläne mitgehört. Sie entlockt dem dümmlichen Schlossverwalter die Schlüssel zum Gefängnis und befreit Don Sebastiano. Fernando bewahrt nun diesen gemäß Argillas Anweisungen vor dem Mordanschlag Don Ranuccios. Argilla sorgt auch dafür, dass Ines und Fernando zusammenkommen, wobei sich herausstellt, dass Fernando der Bruder des Herzogs von Alziras ist. Zu guter Letzt entpuppt sich das Zigeunermädchen noch als Don Sebastianos lange verloren geglaubte Tochter. Alles endet glücklich.

## Das Werk

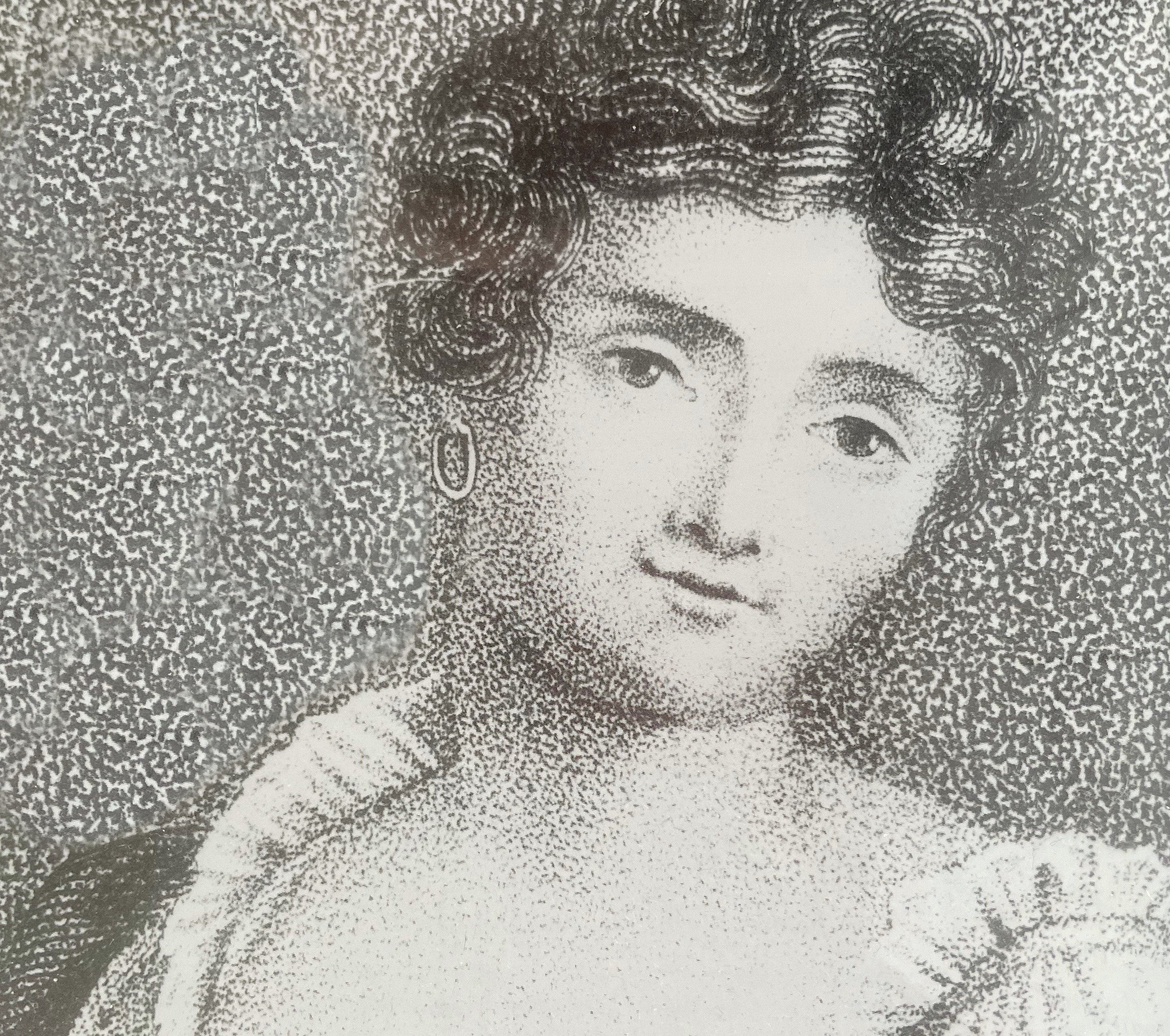
Giacinta Canonici, die erste Zingara von 1822

Nach dem Erfolg von Zoraida di Granata, die Anfang 1822 in Rom uraufgeführt wurde, reiste Donizetti in der zweiten Februarhälfte nach Neapel, wo er einen Vertrag mit dem Impresario Domenico Barbaja abschloss. Dort komponierte er in aller Eile eine neue Oper zu einem Libretto des produktiven Andrea Leone Tottola, der später noch mehrere Libretti für Donizetti schreiben sollte. La zingara war die siebte Oper des damals 25-jährigen Donizetti und die erste, die von ihm in Neapel uraufgeführt wurde.
Sie entspricht einem Operngenre, das typisch für das Teatro Nuovo war, und wo die Handlung nicht in Secco-Rezitativen abgewickelt wird, sondern in gesprochenen Dialogen; ebenso typisch ist auch mindestens eine neapolitanisch sprechende Figur, wie hier Papaccione und Sguiglio. In der Komposition mischte Donizetti entsprechend dem Semiseria-Genre Buffoelemente und ernsthafte Charaktere, wobei Donizettis Musik in diesem Frühwerk noch stark von Rossini beeinflusst ist. Die absurd-komische Handlung wird irgendwie von der schlauen Argilla zusammengehalten, die aus dem Nichts auftaucht und sämtliche Probleme löst. Die Menge der handelnden Personen reduzierte deren Einzelarien und Duette, und die oft musikalisch reichen Auftrittsarien sind spärlich.
Trotz ihres abstrusen Librettos war die Oper bei ihrer Premiere ein enormer Erfolg und erlebte im selben Jahr gegen 50 Aufführungen. Auch Vincenzo Bellini lobte das Septett Oh colpo! Io fui tradito im zweiten Akt und Donizetti schrieb in einem Brief: „Das Publikum verlor fast den Verstand“. Einen beachtlichen Anteil am Erfolg hatte der in Neapel bekannte und äußerst beliebte Bassbuffo Carlo Casaccia als Papaccione. Casaccia sollte später noch in weiteren Uraufführungen Donizettis mitwirken, so etwa 1824 in L’ajo nell’imbarazzo und in Emilia di Liverpool, hier zusammen mit Giacinta Canonici.

## Aufführungen
La zingara ist heute weitgehend von den Opernbühnen verschwunden. 1823 wurde sie in Deutschland aufgeführt und 1859 in Havanna. In der neueren Zeit wurde sie 2001 in Martina Franca am Festival della Valle d’Itria gezeigt und als CD herausgegeben. Im Juni 2017 wurde La zingara erstmals in den USA in New York aufgeführt.

## Weiteres Werk
La zingara heißt auch eine Komposition Donizettis für Klavier und Gesang, ist aber ohne Zusammenhang mit der Oper.

## Diskografie
- Label Dynamic: Live-Aufnahme mit Manuela Custer als Zingara unter der Leitung von Arnold Bosman, 2001.[11][12] (Mit stark gekürzten Dialogen)